# Leucothrips
Leucothrips är ett släkte av insekter som ingår i familjen smaltripsar.

## Artlista[1]
- Leucothrips furcatus
- Leucothrips nigripennis
- Leucothrips piercei